# پاییز فصل آخر سال است
پاییز فصل آخر سال است رمانی است نوشته نسیم مرعشی که توسط نشر چشمه در سال ۱۳۹۳ منتشر شده‌است. چاپ پنجاه و دوم آن سال ۱۴۰۰ منتشر شده‌است. این رمان در سال ۱۳۹۴ برنده جایزه ادبی جلال آل احمد شده شده‌است.

## معرفی
کتاب روایت زندگی سه دختر جوان به نام‌های شبانه، روجا و لیلا است. این کتاب سرشار از دغدغه‌های دخترانگی است و از همین جهت ممکن است برای بسیاری از دختران جوان از جذابیت بالایی برخوردار باشد. این کتاب از دو بخش تحت عنوان تابستان و پاییز تشکیل شده و هر یک از این دو بخش نیز از سه فصل مجزا برخوردار است. هر یک از فصول این کتاب توسط یکی از شخصیت‌های اصلی داستان روایت می‌شود.
شخصیت‌های داستان فارغ‌التحصیل مهندسی مکانیک از دانشگاه تهران هستند و هر کدام با مشکلات متعددی روبه‌رو هستند. این رمان در شش فصل و به زبانی ساده و روان بیان شده و شاهد شخصیت‌پردازی خوبی در آن هستیم. نویسنده تلاش می‌کند در این کتاب به خوبی به مشکلات زنان امروز اشاره کند؛ در طول داستان، هر سه شخصیت اصلی درگیر موضوع مدرنیته و تفکر سنتی هستند.
نسیم مرعشی در معرفی کتاب خود این‌گونه گفته‌است:
هر کدام از شخصیت‌های داستان درگیر مسائل متفاوتی هستند. یکی با مهاجرت درگیر است، بعدی با هویت شغلی و اجتماعی و دیگری با روابط عاطفی. بعد از بحران‌هایی که چند سال پیش رخ داد و خیلی‌ها را دچار سردرگمی کرد، دلم می‌خواست داستانی بنویسم که شخصیت‌هایش در کنار هم معرف و نمایندهٔ نسلی باشند که خودم جزء آن هستم. شخصیت‌ها، داستان‌هایشان و فرم روایت را بر این اساس انتخاب کردم.

## نقد و بررسی
دنبال تو می‌دویدم. روی سرامیک‌های سرد و سفید سالن. در آن سکوت ترسناک هزار ساله. هن و هن نفسهایم با هر گام بلندتر در گوشم تکرار می‌شد و گلویم را تلخ می‌کرد. بخش پروازهای خارجی آن طرف بود. امام نه، مهرآباد بود انگار؛ و سالن پروازش هی دورتر می‌شد. رسیدم به گیت. پشتت به من بود، اما شناختمت. کت نیلی ات تنت بود و چمدان به دست،منتظر و آرام ایستاده بودی.

پاییز فصل آخر سال است
کتاب پاییز فصل آخر سال است بارها مورد نقد و بررسی رسانه‌ها و منتقدان قرار گرفته‌است.
سوسن شریعتی دربارهٔ این اثر گفته‌است:
رمان «پاییز فصل آخر سال است» از سه زن صحبت می‌کند که هر کدام به افق‌های فرهنگی و طبقه‌های اقتصادی متفاوت تعلق دارند. یکی از این دخترها از رشت آمده، یکی از اهواز و یکی هم اهل تهران است. یکی از مواردی که در این رمان بازتاب یافته شبیه شدن این سه نفر، به‌رغم تفاوت‌های خاستگاهی، به همدیگر است. این شباهت که احتمالاً به یمن تحصیلات و عناصر نوین فرهنگی پدید آمده، هر سه نفر را در موقعیت فرهنگی‌ای قرار می‌دهد که به صورت کلی فرهنگ غربی نامیده می‌شود. هر سه زن به کانون فیلم می‌روند، فیلم‌های مشابه می‌بینند، هنرمندان محبوب‌شان یکی است، موسیقی‌ای که گوش می‌دهند یکی است و هر سه میل دارند جور دیگری باشند. همین وضعیت سبب می‌شود هر سه احساس کنند جهان دیروزشان کوچک است و باید به تغییر دادن جهان‌شان اقدام کنند. در داستان با سه وعدهٔ اساسی روبه‌رو هستیم. وعده‌های کار، عشق و مهاجرت سه وعدهٔ اساسی این رمان هستند، اما هر سه شخصیت در برابر این وعده‌ها دچار سرخوردگی می‌شوند. زن‌های این رمان گرفتار موقعیت‌های بی‌بازگشت هستند و بنابراین چاره‌ای جز انتخاب کردن ندارند؛ از طرف دیگر هیچ‌یک نمی‌توانند به موقعیت‌هایی که پیشتر داشتند نیز بازگردند. پرسوناژهای این کتاب به آنچه دارند راضی نیستند و آنچه را دارند دوست نمی‌دارند. اینها هر چیزی را که به دست می‌آورند، ارزش آن چیز برایشان از بین می‌رود و در نهایت به بحران در الگوی زنانگی می‌رسند. سرانجام شخصیت‌های رمان از بس از جامعه رودست می‌خورند، چشمهٔ تخیل‌شان خشک می‌شود.

مصطفی مستور نیز در بررسی رمان پاییز فصل آخر سال است گفته بود.
به نظرم این کتاب، اثر خوب و قابل قبولی است. شخصیت‌های داستان هر کدام دارای تفکری متفاوت هستند که موانع زیادی مانند جامعه مردسالار، عدم امنیت از آینده، رقابت با مردان و مشکلات زنانه سد راه‌شان است اما ناامید نیستند. این کتاب یکی از مشکلات بزرگ جامعه ایرانی را نشان می‌دهد. زنان جامعه ما در حال گذر از زندگی سنتی به زندگی مدرن هستند و هر چه آگاه‌تر می‌شوند، مشکلاتشان بیشتر می‌شود.

## جوایز و رویدادهای مرتبط
- برگزیده هشتمین دوره جایزه ادبی جلال آل‌اجمد است.[۹]
- نامزد جایزه ادبی اکنون[۱۰]